# 큰 쐐기꼴 왕관
기하학에서, 큰 쐐기꼴 왕관은 존슨의 다면체(J88) 중 하나이다. 이것은 플라톤 다면체 및 아르키메데스 다면체의 "잘라내기 및 붙여넣기" 조작에서 발생하지 않는 기본 존슨 다면체 중 하나이다.
존슨의 다면체는 정다각형 면을 가지지만 고른 다면체는 아닌 엄격히 볼록인 다면체 92개이다(즉, 플라톤 다면체, 아르키메데스의 다면체, 각기둥, 또는 엇각기둥이 아니다). 이것은 1966년에 이 다면체를 처음으로 나열한 노만 존슨의 이름을 따왔다.